# Reino de Gibraltar
El reino de Gibraltar fue un reino musulmán de Al-Ándalus posteriormente anexionado a la corona de Castilla y actualmente uno de los títulos del rey de España. 
La ciudad de Gibraltar, perteneciente al Reino de Algeciras y Ronda creado en 1275 por los benimerines, fue conquistada en 1310 por la Corona de Castilla tras la toma llevada a cabo por Alfonso Pérez de Guzmán. De nuevo reconquistada por los benimerines de Abd al-Malik, anexionada al Reino de Algeciras y fuertemente fortificada en 1333, poco años más tarde se produjo la conquista de la capital, Algeciras, por parte de Alfonso XI de Castilla. Quedaba así Gibraltar como única posesión meriní en la península ibérica tras el infructuoso cerco a la ciudad llevado a cabo de nuevo por Alfonso XI en 1350. En 1355 el gobernador de la plaza Isa ibn al-Hassan se proclamó "Rey de Gibraltar y de su tierra" tras una revuelta pero fue inmediatamente depuesto por el hijo del emir de Fez, Abu Bakr. Mermado el poder benimerín en el norte del estrecho de Gibraltar, en 1374 las tropas del Reino nazarí de Granada conquistaron la ciudad y aunque en 1411 la plaza fue de nuevo entregada por sus habitantes a los benimerines fue finalmente tomada por los granadinos ese mismo año.
En 1462 Gibraltar fue conquistada a los nazaríes por tropas de la Casa de Niebla y la Casa de Arcos. El representante de la primera, Juan de Guzmán, aduciendo los derechos de su casa sobre la ciudad por haber sido esta conquistada por su tatarabuelo Alfonso Pérez de Guzmán, en 1309, por haber muerto en un intento de reconquista en 1436 su padre Enrique de Guzmán y por una supuesta rendición de las autoridades gibraltareñas a su misma persona toma posesión de la ciudad. Inmediatamente Enrique IV de Castilla reclama sus derechos sobre la ciudad y obliga a Juan de Guzmán a entregarle la plaza bajo amenaza de utilizar todas las tropas de Andalucía para su reconquista. De este modo incorpora a los títulos de la Corona de Castilla el título de Rey de Gibraltar. Tras esto el rey de Castilla ordena entregar a la ciudad de Gibraltar los términos de Las Algeciras, correspondiente al Reino de Algeciras que desde la destrucción de su capital, habían estado ocupando los vecinos de Tarifa y Jerez de la Frontera como tierra de pastos.
Es costumbre que los títulos y las distinciones de los territorios conquistados por los británicos sean omitidos por estos. Este título nunca ha sido reclamado por la Monarquía Británica. Si bien el Gobierno de Gibraltar y Reino Unido suelen usar el término "Rey de Gibraltar" para referirse a la relación del rey con respecto al territorio gibraltareño.